# Le Révolté
«Le Révolté» (Бунтовщик) — анархо-коммунистическая газета в Швейцарии и Франции, созданная Петром Алексеевичем Кропоткиным (февраль 1879) при участии Франсуа Дюмартре и Жоржа Герцига.

## Швейцарский период
Первый номер вышел в феврале 1879 года. Газета финансировалась известным географом, придерживавшимся анархических убеждений, Элизе Реклю, другом Кропоткина. На момент основания газеты Элизе Реклю и Петр Кропоткин жили в деревне Кларан на Женевском озере; газета печаталась в Женеве. Наборщиком был русский политический эмигрант Антон Григорьевич Ляхоцкий (Кузьма), который, по воспоминаниям Кропоткина, тогда не знал французского языка.
В 1882 г. Кропоткин был арестован и в январе 1883 г. приговорён к пятилетнему тюремному заключению; выход газеты приостановился. Друг Кропоткина и Реклю — Жан Грав — после некоторых колебаний взялся редактировать газету, специально для этого переехав в Женеву в 1883 году. La Révolté выходила два раза в месяц до мая 1886, впоследствии — еженедельно. Объём вначале составлял всего четыре страницы, затем — 8 или 16. Тираж в 1886 году был около 4000 экземпляров.
Часть статей Кропоткина, напечатанных в Le Révolté, — после его ареста — Элизе Реклю выпустил в виде сборника, получившего название «Речи „Бунтовщика“». Газете и, в первую очередь, статьям П. А. Кропоткина посвящена специальная статья.

## Французский период
Из-за трудностей с пересылкой газеты во Францию, а также из-за притеснений швейцарских властей, в 1885 году Жан Грав перенёс издание газеты во Францию.
В 1887 г. газета была переименована в La Révolte («Бунт»). Её наследником стала в 1895 г. более популярная газета «Les Temps Nouveaux», выходившая под редакцией всё того же Жана Грава до 1914 г., когда из-за начала Первой мировой войны большинство сотрудников и читателей оказались в окопах.